# Paul Evrat
Paul Emile Évrat, né le 3 novembre 1899 à Saint-Dié et mort le 28 février 1956 à Paris, est un industriel du textile, notamment de confection de tissus imperméables, militaire assidu et résistant français. L'ancien sergent au sortir de la fin de la Grande Guerre est devenu officier de réserve en 1927. Il s'illustre dans la résistance après 1942. 
Archéologue amateur, randonneur chevronné, muséographe, préparateur et officier d'instruction militaire, ce fils d'industriel textile, spécialisé dans la confection de Saint-Dié a été d'abord un des deux vice-présidents avec Charles Peccatte le 16 juillet 1949, puis président de la société philomatique vosgienne du 20 novembre 1949 au 26 février 1956, date à laquelle, malade, sa démission est acceptée. 

## Biographie
Paul Emile est le fils aîné de Pierre Évrat, industriel déodatien (1873-1947) dont l'usine est installée rue Haute et de Marie-Paule Miette (1877-1957). Une rue de Saint-Dié, proche du tracé de l'ancienne rue Haute, préserve d'ailleurs le nom et prénom de son père Pierre, maire éphémère en 1945. Un de leurs ancêtres, Jean-Baptiste Evrat, était fondeur de cloches à Saint-Dié. Son père, d'abord commandant dans l'armée avant d'investir dans une usine de confection de vêtement, a marqué son éducation.
Paul accomplit l'essentiel de ses études au collège de Saint-Dié. Le 30 janvier 1918, il s’engage aux armées, il est affecté le 9 août 1918 au 31e BCP. Il est démobilisé le 30 novembre 1920 en tant que sergent de ce même bataillon, avec la croix de guerre, l'étoile d'argent la médaille serbe de la bravoure, pour sa conduite au feu. 
Il travaille ensuite dans l’atelier de confection avec son père, et s’occupe très vite de préparation militaire de jeunes appelés. Ces déplacements militaires, comme ses ballades pédestres incessantes de longue haleine, le poussent à mettre au point des toiles imperméables pratiques pour le camping (toiles de tente) et la randonnée (habit protecteur), voire pour conduire des opérations militaires dans des conditions constamment pluvieuses. En 1935, ce gymnaste, membre assidu de la société de tirs de Saint-Dié fonde le challenge sportif des écoles primaires de l'arrondissement, une épreuve disputé jusqu'en 1939.
Nommé sous-lieutenant de réserve en 1927, puis lieutenant de réserve en 1931, il fréquente avec assiduité l'école de perfectionnement des officiers de réserve. Titulaire de la Croix des services militaires volontaires, le lieutenant en 1939, mobilisé au début de la Guerre, est affecté aux avant-postes de Strasbourg, dans le 172e régiment de forteresse. Le 25 mars 1940, il est promu capitaine de réserve. Le voilà lors de la Débâcle fait prisonnier au Donon le 25 juin 1940. 
Il revient de captivité, très affaibli, le 15 aout 1941, avec un convoi d'anciens combattants de 1914-18. Malgré une santé vacillante, il n'hésite pas à devenir Résistant, il n'a de cesse d'aider les prisonniers évadés et de favoriser en amont les évasions. Enrôlé dans le réseau Mithridate, il est arrêté par la Gestapo le 29 octobre 1944, puis déporté à Schirmeck, enfin conduit dans de tristes conditions vers Gaggenau puis Soulz. Pressentant l'arrivée des troupes russes, il participe avec les prisonniers déportés les plus vaillants, prend par les armes le contrôle du camp et de la ville, qu'il offre aux libérateurs. De retour dans la Saint-Dié dévastée, réduite en partie en ruines en novembre 1944, en avril 1945, il reprend la direction de l’usine de confection que lui laisse son père Pierre. Il dirige l'instruction des sous-officiers de réserve dès 1945.
Paul était Chevalier de la Légion d'honneur, il avait obtenu la croix de guerre pour sa dernière guerre, avec une étoile d'argent et une palme. Le 3 novembre 1954, le capitaine Paul Evrat reçoit la rosette d'officier de la Légion d'honneur au titre militaire,.

### Vie associative
Randonneur assidu et féru d'histoire locale, il sait en fiches concises décrire les éléments retrouvés du patrimoine antiques ou anciens, en héritier d'Alban Fournier. Il mène des recherches sur les vestiges du Vieux Saint-Dié et collecte avec méticulosité roches et minéraux. Familier de la société philomatique vosgienne, il participe aux travaux des commissions, assurant le devenir de la commission archéologie qui comprend curieusement alors le petit patrimoine dispersée. Avec Paul Diez qu'il assure en escalade sur la paroi rocheuse, le varappeur improvisé aide à déchiffrer les ultimes inscriptions gravées sur la Roche des Fées dans le massif de l'Ormont, à la demande du président-bibliothécaire Auguste Pierrot. 
Après le départ d’Auguste Pierrot, il partage, non sans heurts frontaux, la vice présidence avec l'ancien conservateur Charles Peccatte. Une altercation en 1949, consignée dans les archives philomates, témoigne de deux conceptions de défense du patrimoine. Charles Peccatte survient à une réunion de bureau, montant sa colère, affirmant que la Vierge à l'Enfant, selon lui, bel et bien évanouie, aurait été soustraite au regard par ordre de ce bougre de vice-président, décidément indigne de sa mission, avant de disparaître de manière frauduleuse. Le bureau apaisant lui répond qu'elle a simplement été mise à l'abri, et ceci depuis de nombreux mois. En réalité, constatant la multiplication des saccages et pillages, par ailleurs impossibles à empêcher, Paul Evrat avait recommandé au clergé déodatien de protéger sa statue emblématique, en la plaçant bien à l'abri dans leurs réserves. Il pratiquait la même politique de sauvegarde unitaire en confiant aux voisins les éléments de patrimoine isolés ou menacés de l'espace public. L'artiste Charles Peccatte, quant à lui, rêvait en 1947 d'un musée des ruines à ciel ouvert, rayonnant autour de l'espace cathédrale de Saint-Dié, ce qui échappait aux idées de Paul Evrat, œuvrant inlassablement pour favoriser la Reconstruction.
Cet homme de devoir est appelé à la présidence de la Société Philomatique Vosgienne, il continue à s’occuper principalement de la reconstitution dans le local d'Hellieule mis hors d'eau, des différents musées, qu'ils soient lapidaire, minéralogique et géologique ou artistiques. Les responsables du bureau, Georges Baumont, Henri Grandblaise, Albert Ohl des Marais sont ses principaux soutiens, ainsi qu'un grand nombre de donateurs ou conservateurs bénévoles en temps de crise. Le 7 novembre 1953 est inauguré le nouveau musée lapidaire et le 9 décembre 1954, le nouveau musée de la peinture et des gravures. 
Malade, gardant les séquelles de ses privations en camp de déportation, il doit restreindre ses activités dès l'année 1955 et demande en août, suivant les conseils de son médecin, à être relevé de ses fonctions, notamment de la présidence de la société savante. Mais le comité n'accepte nullement sa démission, espérant que le repos et les soins appliquées seront salutaires. Le 26 février 1956, l'assemblée générale le nomme président d'honneur, laissant le grand collectionneur Henri Grandblaise accéder à la présidence.
L'engagement associatif a aussi été envers les sous-officiers de réserve, en particulier pour défendre leurs droits après 1945.

## Aperçu des travaux de défense du patrimoine et de muséographie
- Paul Evrat, président de la Société philomatique vosgienne et le musée provisoire, in Bulletin SPV LXXIX, p. 203.